# مهدي أمير آبادي
مهدي أمير آبادي (بالفارسية: مهدی امیرآبادی)، هو لاعب كرة قدم إيراني معتزل، من مواليد 22 فبراير 1979، بدأ مسيرته مع نادي سايبا سنة 1998، واعتزل كرة القدم نهائياً سنة 2014، شارك مع المنتخب الإيراني لبطولة كأس آسيا عام 2004 بالصين، حيث لعب مع المنتخب الإيراني 20 مباراة.